# Asthenognathus hexagonum
Asthenognathus hexagonum is een krabbensoort uit de familie van de Varunidae. De wetenschappelijke naam van de soort is voor het eerst geldig gepubliceerd in 1909 door Rathbun.